# Jogos para celular por número de jogadores
Lista dos jogos eletrônicos para celular mais jogados ordenados por quantidade de jogadores, incluindo contas registadas, usuários ativos mensais ou proprietários de um jogo gratuito.
| JOGO                                             | GENERO                     | ATIVOS                          | BAIXADOS     | PERÍODO                | LANÇAMENTO              | EDITORA                     | Ref.         |
| ------------------------------------------------ | -------------------------- | ------------------------------- | ------------ | ---------------------- | ----------------------- | --------------------------- | ------------ |
| Minion Rush                                      |                            | 900 milhões                     |              | março de 2019          | junho de 2013           | Gameloft                    | [ 2 ]        |
| Subway Surfers                                   |                            | 600 milhões                     | +1 bilhão    | abril de 2022          | maio de 2012            | SYBO Games                  | [ 3 ]        |
| QQ Speed / GKART                                 | corrida                    | 700 milhões                     |              |                        |                         |                             | [ 4 ]        |
| PlayerUnknown's Battlegrounds Mobile             | battle royale              | 511,6 milhões                   | +500 milhões | abril de 2022          | março de 2018           | Tencent/Krafton             | [ 3 ] [ 5 ]  |
| Fruit Ninja                                      |                            | 500 milhões                     |              | agosto de 2013         | abril de 2010           | Halfbrick Studios           | [ 6 ]        |
| Jetpack Joyride                                  |                            | 500 milhões                     |              | outubro de 2018        | setembro de 2011        | Halfbrick Studios           | [ 7 ]        |
| Temple Run                                       |                            | 500 milhões                     |              | setembro de 2013       | agosto de 2011          | Imangi Studios              | [ 8 ]        |
| Among Us                                         |                            | 415,5 milhões                   | +100 milhões | abril de 2022          | junho de 2018           | InnerSloth                  | [ 3 ]        |
| Sonic Dash                                       |                            | 350 milhões                     | +100 milhões | abril de 2022          | março de 2013           | Hardlight                   | [ 3 ]        |
| Asphalt 8: Airborne                              |                            | 350 milhões                     |              | outubro de 2018        | agosto de 2013          | Gameloft                    | [ 9 ]        |
| Gardenscapes                                     |                            | 324 milhões                     | +100 milhões | abril de 2022          |                         |                             |              |
| Helix Jump                                       |                            | 334 milhões                     |              | dezembro de 2018       | fevereiro de 2018       | Voodoo                      | [ 10 ]       |
| Garena Free Fire                                 |                            | 311,2 milhões                   | +1 bilhão    | abril de 2022          | novembro de 2017        | Garena                      | [ 3 ] [ 11 ] |
| Angry Birds                                      |                            | 300 milhões                     |              | agosto de 2011         | dezembro de 2009        | Rovio Entertainment         | [ 12 ]       |
| Super Mario Run                                  |                            | 300 milhões                     |              | agosto de 2018         | dezembro de 2016        | Nintendo                    | [ 13 ]       |
| RuneScape                                        | MMORPG                     | 280 milhões                     |              |                        |                         |                             | [ 4 ]        |
| Candy Crush Saga                                 |                            | 260 milhões                     | +1 bilhão    | abril de 2022          | abril de 2012           | King                        | [ 3 ] [ 14 ] |
| Dragon Ball Z Dokkan Battle                      |                            | 250 milhões                     |              | agosto de 2018         | janeiro de 2015         | Bandai Namco Entertainment  | [ 15 ]       |
| Knives Out                                       |                            | 250 milhões                     |              | setembro de 2018       | novembro de 2017        | NetEase                     | [ 16 ]       |
| Roblox                                           |                            | 210 milhões                     | +100 milhões | abril de 2022          | setembro de 2006        |                             | [ 3 ]        |
| Arena of Valor                                   |                            | 200 milhões                     |              | dezembro de 2017       | novembro de 2015        | Tencent Games               | [ 17 ]       |
| Sonic Dash                                       |                            | 200 milhões                     |              | julho de 2016          | março de 2013           | Sega                        | [ 18 ]       |
| Minecraft                                        | Sandbox                    | 173,5 milhões                   | +10 milhões  | abril de 2022          | novembro de 2011        | Mojang Studios              | [ 3 ]        |
| Rise Up                                          |                            | 162 milhões                     |              | dezembro de 2018       | 2018                    | Serkan Özyılmaz             |              |
| PES 2018 Mobile                                  |                            | 150 milhões                     |              | agosto de 2018         | setembro de 2017        | Konami                      | [ 19 ]       |
| World of Tanks                                   |                            | 140 milhões                     |              | março de 2016          | agosto de 2010          | Wargaming                   | [ 20 ]       |
| Ice Age Village                                  |                            | 120 milhões                     |              | 2013                   | abril de 2012           | Gameloft                    | [ 21 ]       |
| FIFA Mobile                                      |                            | 113 milhões                     |              | janeiro de 2018        | outubro de 2016         | EA Sports                   | [ 22 ]       |
| Clash of Clans                                   |                            | 105,7 milhões                   | +500 milhões | abril de 2022          | agosto de 2012          | Supercell                   | [ 3 ] [ 23 ] |
| Tiao Yi Tiao                                     |                            | 100 milhões (usuarios diários)  |              | janeiro de 2018        | dezembro de 2017        | Tencent Games               | [ 24 ]       |
| Drag Racing                                      |                            | 100 milhões                     |              | fevereiro de 2013      | abril de 2011           | Creative Mobile             | [ 25 ]       |
| junhor Three Kingdoms                            |                            | 100 milhões                     |              | janeiro de 2018        | março de 2015           | Youzu Interactive           | [ 26 ]       |
| White Cat Project                                |                            | 100 milhões                     |              | junho de 2016          | julho de 2014           | Colopl                      | [ 27 ]       |
| Pokémon Go                                       |                            | 81,2 milhões                    | 500 milhões  | abril de 2022          | julho de 2016           | Niantic                     | [ 3 ] [ 28 ] |
| Mobile Legends: Bang Bang                        |                            | 80,6 milhões                    | +500 milhões | abril de 2022          | novembro de 2016        | Moonton                     | [ 3 ] [ 29 ] |
| Disney Tsum Tsum                                 |                            | 80 milhões                      |              | noviembro de 2018      | janeiro de 2014         | Line Corporation            | [ 30 ]       |
| Marvel: Avengers Alliance                        |                            | 70 milhões                      |              | março de 2015          | março de 2012           | Disney Interactive          | [ 31 ]       |
| Marvel: Future Fight                             |                            | 70 milhões                      |              | maio de 2018           | abril de 2015           | Netmarble Games             | [ 32 ]       |
| Yu-Gi-Oh! Duel Links                             |                            | 65 milhões                      |              | março de 2018          | novembro de 2016        | Konami                      | [ 33 ]       |
| Angry Birds Friends                              |                            | 60 milhões                      |              | agosto de 2013         | fevereiro de 2012       | Rovio Entertainment         | [ 34 ]       |
| Call of Duty: Mobile                             |                            | 57 milhões                      | +100 milhões | abril de 2022          |                         |                             | [ 3 ]        |
| Apex Legends                                     | battle royale              | 50 milhões                      |              |                        |                         |                             | [ 4 ]        |
| Clash Royale                                     |                            | 50 milhões (usuarios diarios)   |              | setembro de 2018       | março de 2016           | Supercell                   | [ 35 ]       |
| Flappy Bird                                      |                            | 50 milhões                      |              | fevereiro de 2014      | maio de 2013            | dotGears                    | [ 36 ]       |
| Puzzle & Dragons                                 |                            | 50 milhões                      |              | fevereiro de 2016      | 20 de fevereiro de 2012 | GungHo Online Entertainment | [ 37 ]       |
| LINE Pop                                         |                            | 47 milhões                      |              | dezembro de 2018       | novembro de 2012        | Line Corporation            | [ 38 ]       |
| Final Fantasy XV: A New Empire                   |                            | 45 milhões                      |              | agosto de 2018         | junho de 2017           | MZ                          | [ 39 ]       |
| Fortnite                                         |                            | 45 milhões                      |              |                        |                         |                             | [ 4 ]        |
| Monster Strike                                   |                            | 45 milhões                      |              | 17 de maio de 2018     | 8 de agosto de 2013     | Mixi                        | [ 40 ]       |
| Love Live! School Idol Festival                  |                            | 45 milhões                      |              | 21 de setembro de 2018 | 15 de abril de 2013     | Bushiroad                   | [ 41 ]       |
| LINE Pokopang                                    |                            | 43 milhões                      |              | junho de 2016          | 28 de maio de 2013      | Line Corporation            | [ 42 ]       |
| The Battle Cats                                  |                            | 40 milhões                      |              | dezembro de 2018       | 17 de setembro de 2014  | PONOS                       | [ 43 ]       |
| Quiz RPG: The World of Mystic Wiz                |                            | 40 milhões                      |              | novembro de 2017       | 5 de março de 2013      | Colopl                      | [ 44 ]       |
| Jikkyō Powerful Pro Yakyū                        |                            | 38 milhões                      |              | setembro de 2018       | dezembro de 2014        | Konami                      | [ 45 ]       |
| LINE Bubble!                                     |                            | 38 milhões                      |              | maio de 2016           | dezembro de 2012        | Line Corporation            | [ 46 ]       |
| Final Fantasy: Brave Exvius                      |                            | 35 milhões                      |              | novembro de 2018       | outubro de 2015         | Square Enix                 | [ 47 ]       |
| Pokémon Duel                                     |                            | 38 milhões                      |              | dezembro de 2018       | abril de 2016           | The Pokémon Company         | [ 48 ]       |
| Brave Frontier                                   |                            | 33 milhões                      |              | maio de 2017           | julho de 2013           | A-Lim/Gumi                  | [ 49 ]       |
| DomiNations                                      |                            | 32 milhões                      |              | abril de 2017          | abril de 2015           | Nexon                       | [ 50 ]       |
| Fate/Grand Order                                 |                            | 32 milhões                      |              | outubro de 2018        | julho de 2015           | Type-Moon                   | [ 51 ]       |
| PES Club Manager                                 |                            | 32 milhões                      |              | janeiro de 2019        | junho de 2015           | Konami                      | [ 52 ]       |
| Disney Crossy Road                               |                            | 31 milhões                      |              | março de 2017          | março de 2016           | Disney Mobile               | [ 53 ]       |
| Bleach: Brave Souls                              |                            | 30 milhões                      |              | fevereiro de 2018      | julho de 2015           | KLab                        | [ 54 ]       |
| Nitro Nation Online                              |                            | 30 milhões                      |              | abril de 2017          | abril de 2014           | Creative Mobile             | [ 55 ]       |
| Hearthstone: Heroes of Warcraft                  | jogo de cartas estratégico | 30 milhões                      |              |                        |                         |                             | [ 4 ]        |
| Art of Conquest                                  |                            | 25 milhões                      |              | novembro de 2018       | junho de 2017           | Lilith Games                | [ 56 ]       |
| Dragon Quest Monsters: Super Light               |                            | 25 milhões                      |              | janeiro de 2018        | janeiro de 2014         | Square Enix                 | [ 57 ]       |
| junhor Journey to the West                       |                            | 25 milhões                      |              | julho de 2017          | julho de 2016           | Youzu Interactive           | [ 58 ]       |
| Granblue Fantasy                                 |                            | 22 milhões                      |              | outubro de 2018        | março de 2014           | Cygames                     | [ 59 ]       |
| Gyakuten Othellonia                              |                            | 22 milhões                      |              | agosto de 2018         | fevereiro de 2016       | DeNA                        | [ 60 ]       |
| Hello Hero                                       |                            | 20 milhões                      |              | novembro de 2018       | 2013                    | Fincon                      | [ 61 ]       |
| Ingress                                          |                            | 20 milhões                      |              | novembro de 2018       | dezembro de 2013        | Niantic                     | [ 62 ]       |
| Rage of Bahamut                                  |                            | 20 milhões                      |              | maio de 2015           | setembro de 2011        | Cygames/DeNA                | [ 63 ]       |
| The Idolmaster Cinderella Girls: Starlight Stage |                            | 20 milhões                      |              | setembro de 2017       | setembro de 2015        | Bandai Namco Entertainment  | [ 64 ]       |
| LINE PokoPoko                                    |                            | 19 milhões                      |              | abril de 2018          | setembro de 2014        | Line Corporation            | [ 65 ]       |
| Hoshi no Dragon Quest                            |                            | 19 milhões                      |              | novembro de 2018       | outubro de 2015         | Square Enix                 | [ 66 ]       |
| Puyopuyo!! Quest                                 |                            | 19 milhões                      |              | setembro de 2018       | abril de 2013           | Sega/Sega Networks          | [ 67 ]       |
| Kai-ri-Sei Million Arthur                        |                            | 18 milhões                      |              | agosto de 2018         | novembro de 2014        | Square Enix                 | [ 68 ]       |
| Grimms Notes                                     |                            | 17 milhões                      |              | julho de 2018          | janeiro de 2016         | Square Enix                 | [ 69 ]       |
| Chain Chronicle                                  |                            | 16 milhões                      |              | novembro de 2018       | julho de 2013           | Sega                        | [ 70 ]       |
| Minions Paradise                                 |                            | 16 milhões                      |              | novembro de 2015       | outubro de 2015         | Electronic Arts             | [ 71 ]       |
| Mushroom Garden                                  |                            | 15.5 milhões                    |              | fevereiro de 2014      | junho de 2011           | BeeWorks                    | [ 72 ]       |
| Animal Crossing: Pocket Camp                     |                            | 15 milhões                      |              | novembro de 2017       | outubro de 2017         | Nintendo                    | [ 73 ]       |
| Pokémon Shuffle Mobile                           |                            | 15 milhões                      |              | fevereiro de 2018      | agosto de 2015          | The Pokémon Company         | [ 74 ]       |
| Pokémon: Magikarp Jump                           |                            | 15 milhões                      |              | dezembro de 2018       | maio de 2017            | The Pokémon Company         | [ 48 ]       |
| Pro Yakyū Sprits A                               |                            | 15 milhões                      |              | novembro de 2018       | outubro de 2015         | Konami                      | [ 75 ]       |
| Seven Knights                                    |                            | 15 milhões                      |              | agosto de 2017         | fevereiro de 2016       | Netmarble Japan             | [ 76 ]       |
| Valkyrie Connect                                 |                            | 15 milhões                      |              | agosto de 2018         | junho de 2016           | Ateam                       | [ 77 ]       |
| Kaitō Royale                                     |                            | 14.5 milhões                    |              | outubro de 2017        | outubro de 2009         | DeNA                        | [ 78 ]       |
| Fishing Star                                     |                            | 13.5 milhões                    |              | maio de 2018           | maio de 2007            | GREE, Inc.                  | [ 79 ]       |
| Dragon Quest Rivals                              |                            | 13 milhões                      |              | maio de 2018           | novembro de 2017        | Square Enix                 | [ 80 ]       |
| Pro Yakyū Pride                                  |                            | 13 milhões                      |              | janeiro de 2016        | abril de 2012           | Colopl                      | [ 81 ]       |
| Yo-kai Watch: Puni Puni                          |                            | 13 milhões                      |              | outubro de 2018        | outubro de 2015         | Level-5                     | [ 82 ]       |
| Mushroom Garden Seasons                          |                            | 12.1 milhões                    |              | fevereiro de 2014      | dezembro de 2011        | BeeWorks                    | [ 72 ]       |
| Princess Punt Sweets                             |                            | 12 milhões (en Japón)           |              | novembro de 2017       | novembro de 2012        | GungHo Online Entertainment | [ 83 ]       |
| Captain Tsubasa: Dream Team                      |                            | 12 milhões                      |              | outubro de 2018        | junho de 2017           | KLab                        | [ 84 ]       |
| Fire Emblem Heroes                               |                            | 12 milhões                      |              | julho de 2017          | fevereiro de 2017       | Nintendo                    | [ 85 ]       |
| Naruto: Shinobi Collection Shippuranbu           |                            | 12 milhões                      |              | dezembro de 2017       | abril de 2015           | GREE, Inc./Funplex          | [ 86 ]       |
| One Piece Thousand Storm                         |                            | 12 milhões                      |              | outubro de 2018        | abril de 2016           | Bandai Namco Entertainment  | [ 87 ]       |
| White Cat Tennis                                 |                            | 12 milhões                      |              | setembro de 2018       | julho de 2016           | Colopl                      | [ 88 ]       |
| Lineage M                                        |                            | 10 milhões (usuarios mensuales) |              | julho de 2017          | junho de 2017           | NCsoft                      | [ 89 ]       |
| 100 Sleeping Princes and the Kingdom of Dreams   |                            | 10 milhões                      |              | agosto de 2018         | março de 2015           | GCrest/Bilibili             | [ 90 ]       |
| BanG Dream! Girls Band Party!                    |                            | 10 milhões                      |              | julho de 2018          | março de 2017           | Bushiroad                   | [ 91 ]       |
| Crash Fever                                      |                            | 10 milhões                      |              | abril de 2018          | julho de 2016           | Wonder Planet               | [ 92 ]       |
| Cryptract                                        |                            | 10 milhões                      |              | maio de 2018           | fevereiro de 2015       | Bank of Innovation          | [ 93 ]       |
| Don't step the white tile                        |                            | 10 milhões                      |              | Abril de 2014          | outubro de 2012         | fieldWalking                | [ 94 ]       |
| Dragon Ball Legends                              |                            | 10 milhões                      |              | junho de 2018          | 18 de maio de 2018      | Bandai Namco Entertainment  | [ 95 ]       |
| Dynasty Warriors: Unleashed                      |                            | 10 milhões                      |              | 26 de janeiro de 2018  | 30 de março de 2017     | Koei Tecmo                  | [ 96 ]       |
| Iruna Online                                     |                            | 10 milhões                      |              | novembro de 2017       | 12 de maio de 2008      | Asobimo                     | [ 97 ]       |
| LINE Puzzle TanTan                               |                            | 10 milhões                      |              | fevereiro de 2018      | 28 de outubro de 2014   | Line Corporation            | [ 98 ]       |
| Metal Slug Attack                                |                            | 10 milhões                      |              | dezembro de 2018       | 14 de fevereiro de 2016 | SNK                         | [ 99 ]       |
| Naruto Shippuden: Ultimate Ninja Blazing         |                            | 10 milhões                      |              | março de 2017          | 14 de julho de 2016     | GREE, Inc.                  | [ 100 ]      |
| Naruto x Boruto: Ninja Voltage                   |                            | 10 milhões                      |              | fevereiro de 2018      | 15 de novembro de 2017  | Bandai Namco Entertainment  | [ 101 ]      |
| One Piece Treasure Cruise                        |                            | 10 milhões                      |              | dezembro de 2014       | 12 de maio de 2014      | Bandai Namco Entertainment  | [ 102 ]      |
| Pokémon Quest                                    |                            | 10 milhões                      |              | dezembro de 2018       | 27 de junho de 2018     | The Pokémon Company         | [ 48 ]       |
| Romancing Saga ReUniverse                        |                            | 10 milhões                      |              | 26 de dezembro de 2018 | 6 de dezembro de 2018   | Square Enix                 | [ 103 ]      |
| SuperStar SMTOWN                                 |                            | 10 milhões                      |              | 3 de maio de 2018      | 15 de agosto de 2014    | Dalcomsoft, Inc.            | [ 104 ]      |
| SuperStar BTS                                    |                            | 10 milhões                      |              | 5 de setembro de 2018  | 18 de janeiro de 2018   | Dalcomsoft, Inc.            | [ 105 ]      |
| Sword Art Online: Code Register                  |                            | 10 milhões                      |              | Agosto de 2017         | 28 de novembro de 2014  | Bandai Namco Entertainment  | [ 106 ]      |
| Taiko no Tatsujin Plus                           |                            | 10 milhões                      |              | outubro de 2014        | 28 de maio de 2010      | Bandai Namco Entertainment  | [ 107 ]      |
| Toram Online                                     |                            | 10 milhões                      |              | 8 de novembro de 2018  | 17 de julho de 2015     | Asobimo                     | [ 108 ]      |
| Dota 2                                           | Battle Arena               | 5 milhões                       |              |                        |                         |                             | [ 4 ]        |